# Babis Cholidis
Charalambos Cholidis (řecky Χαράλαμπος Χολίδης, 1. října 1956, Atyrau, Kazachstán - 26. června 2019, Atény, Řecko) ) byl řecký zápasník specializující se na zápas řecko-římský.
Čtyřnásobný účastník a dvojnásobný bronzový medailista z olympijských her., držitel dvou bronzových medailí z mistrovství světa a dvou stříbrných a jedné bronzové z mistrovství Evropy.